# Liste der Abgeordneten zum Landtag Steiermark (IV. Gesetzgebungsperiode)
Diese Liste der Abgeordneten zum Landtag Steiermark (IV. Gesetzgebungsperiode) listet alle Abgeordneten zum Steiermärkischen Landtag in der IV. Gesetzgebungsperiode vom 18. März 1957 bis zum 11. April 1961 auf. Nach der Landtagswahl 1957 stellte die Österreichische Volkspartei (ÖVP) 24 Abgeordnete, wobei sie gegenüber der Landtagswahl 1953 drei Mandate hinzugewann und damit ihr bisher zweitbestes Ergebnis in der 2. Republik erzielte. Des Weiteren war die Sozialistische Partei Österreichs (SPÖ) mit 21 Mandataren im Landtag vertreten, wobei die SPÖ ein Mandat hinzugewonnen hatte. Die Freiheitliche Partei Österreichs (FPÖ) erreicht hingegen nur drei Mandate, wobei dies einen Verlust von drei Mandaten ihrer Vorgängerpartei, der Wahlpartei der Unabhängigen (WdU), bedeutete. Die Kommunistische Partei Österreichs (KPÖ) verfehlte den Wiedereinzug in den Landtag.

## Funktionen

### Landtagspräsidenten
Die Funktionen des 1. und des 2. Landtagspräsidenten blieben gegenüber der Vorgängerperiode unverändert. Als 1. Landtagspräsident wurde Josef Wallner (ÖVP) bestätigt, der dieses Amt bereits zwischen 1945 und 1949 ausgeübt hatte und 1953 erneut zum Landtagspräsidenten gewählt worden war. Auch Karl Operschall (SPÖ), der seit 1952 das Amt des 2. Landtagspräsidenten ausübte, wurde wiedergewählt. Die beiden Landtagspräsidenten wurden in der konstituierenden Sitzung am 18. März 1957 in offener Abstimmung einstimmig gewählt. Im Amt des 3. Landtagspräsidenten löste Anton Stephan (FPÖ) den bisherigen 3. Landtagspräsidenten Franz Scheer (FPÖ) ab. Stephan wurde erst am 9. April in sein Amt gewählt, da er zum Zeitpunkt der konstituierenden Sitzung noch der Landesregierung angehört hatte. Nach der Wahl der Landesregierung Krainer senior IV wurde er in offener Abstimmung gewählt.

### Ordner und Schriftführer
In der ersten Landtagssitzung wurden Artur Freunbichler (ÖVP), Franz Koller (ÖVP), Anton Afritsch (SPÖ) und Friedrich Hofmann (SPÖ) zu Schriftführern gewählt. Die Funktion von Ordnern übernahmen die Abgeordneten Peter Hirsch (ÖVP), Gerd Stepantschitz (ÖVP), Hans Brandl (SPÖ) und Vinzenz Lackner (SPÖ).

### Landtagsabgeordnete
Die 56 Landtagsmandate wurde in vier Landtagswahlkreisen vergeben. Dies waren die Landtagswahlkreise 1 (Graz und Umgebung), 2 (West- und Südsteiermark), 3 (Oststeiermark) und 4 (Obersteiermark). Von den 56 Mandaten wurden drei Mandate als Reststimmenmandate (R) vergeben.
| Name                      | Partei | Wahl- kreis | Anmerkung                                       |
| ------------------------- | ------ | ----------- | ----------------------------------------------- |
| Afritsch Anton            | SPÖ    | 1/R?        |                                                 |
| Assmann Emmerich          | ÖVP    | 2           |                                                 |
| Bammer Hannes             | SPÖ    | 1           |                                                 |
| Berger Ferdinand          | ÖVP    | 3           |                                                 |
| Brandl Hans               | SPÖ    | 3           |                                                 |
| Brunner Karl              | ÖVP    | 1           | bis 15. April 1957                              |
| Ebner Oswald              | ÖVP    | 4           |                                                 |
| Edlinger Peter            | SPÖ    | 2           |                                                 |
| Egger Edda                | ÖVP    | 1           |                                                 |
| Ertl Gottfried            | ÖVP    | 4           |                                                 |
| Freunbichler Artur        | ÖVP    | 1           |                                                 |
| Gruber Josef              | SPÖ    | 4           |                                                 |
| Hegenbarth Josef          | ÖVP    | 1           |                                                 |
| Hirsch Peter              | ÖVP    | 4           | bis 15. April 1957                              |
| Hofbauer Albert           | SPÖ    | 4           |                                                 |
| Hofmann Friedrich         | SPÖ    | 3           |                                                 |
| Horvatek Norbert          | SPÖ    | 1           |                                                 |
| Hueber Alois Friedrich    | FPÖ    | 1           |                                                 |
| Kaan Richard              | ÖVP    |             | ab 15. April 1957                               |
| Koch Hans                 | ÖVP    | 2           |                                                 |
| Koller Franz              | ÖVP    | 3           |                                                 |
| Krainer Josef             | ÖVP    | R           |                                                 |
| Krempl Matthias           | ÖVP    | 4           | ab 15. April 1957                               |
| Lackner Karl              | ÖVP    | 4           | ab 15. April 1957                               |
| Lackner Vinzenz           | SPÖ    | 4           |                                                 |
| Lafer Alois               | ÖVP    | 3           | ab 20. Oktober 1959 für Anton Weidinger         |
| Lendl Hella               | SPÖ    | 4           |                                                 |
| Matzner Fritz             | SPÖ    | 4           |                                                 |
| Matzner Maria             | SPÖ    | 1           |                                                 |
| Neumann Johann            | ÖVP    | 2           |                                                 |
| Operschall Karl           | SPÖ    | 4           |                                                 |
| Pichler Ernst             | ÖVP    | 3           |                                                 |
| Pittermann Josef          | ÖVP    | 2           |                                                 |
| Prirsch Ferdinand         | ÖVP    | 3           |                                                 |
| Rainer Alfred             | ÖVP    | 4           |                                                 |
| Rauch Hans                | SPÖ    | 1           | ab 21. April 1958 für Ernst Taurer              |
| Röber Otto                | SPÖ    | 1           |                                                 |
| Rösch Otto                | SPÖ    | R           | bis 22. Mai 1959                                |
| Schabes Karl              | SPÖ    | 2           |                                                 |
| Schachner-Blazizek Alfred | SPÖ    | 3           | bis 15. April 1957                              |
| Scheer Franz              | FPÖ    | 4           |                                                 |
| Sebastian Adalbert        | SPÖ    | 4           |                                                 |
| Stepantschitz Gerd        | ÖVP    | 1           |                                                 |
| Stephan Anton             | FPÖ    | R           |                                                 |
| Stöffler Josef            | ÖVP    | 4           |                                                 |
| Sturm Franz               | SPÖ    | 4           |                                                 |
| Taurer Ernst              | SPÖ    | 1           | bis 26. März 1958                               |
| Udier Tobias              | ÖVP    | R           | bis 15. April 1957                              |
| Wallner Josef             | ÖVP    | 3           |                                                 |
| Wegart Franz              | ÖVP    | 2           |                                                 |
| Weidinger Anton           | ÖVP    | 3           | bis 20. Oktober 1959                            |
| Wernhardt Hans            | SPÖ    | 3           | ab 15. April 1957 für Alfred Schachner-Blazizek |
| Wurm Fritz                | SPÖ    | 2           |                                                 |
| Zagler Anton              | SPÖ    | 2           |                                                 |